# عندما أحتاجك (أغنية)
عندما أحتاجك (بالإنجليزية: When I Need You)‏ أغنية شهيرة كتبها المغني والملحن البريطاني ألبرت هاموند وكارول باير ساجر. كان أول ظهور للأغنية في ألبوم هاموند عام 1976 «عندما أحتاجك». جاءت شهرة الأغنية عندما أصدر ليو ساير نسخته، التي أنتجها ريتشارد بيري، وحققت نجاحًا هائلاً في جميع أنحاء العالم، حيث وصلت إلى المرتبة الأولى على قائمة الأغاني الفردية في المملكة المتحدة لمدة ثلاثة أسابيع في فبراير 1977 بعد توقف ثلاثة من أغانيه الفردية السابقة في المرتبة الثانية. وصلت أيضًا إلى المرتبة الأولى على قائمة هوت بيلبورد 100 لمدة أسبوع واحد في مايو 1977؛ وأيضاً على قائمة الادلت كونتيمبراري، وصنفتها بيلبورد على أنها الأغنية رقم 24 لعام 1977. قدمها ساير في العرض الثاني للموسم الثالث لبرنامج «مابيت شو».

## مقارنة اللحن
كان لحن الجملة الأساسية من الأغنية القائل: «عندما احتاجك – أغمض عيناي فقط وأنا معك - وكل ما أريد أن أقدمه لك هو فقط قلب ينبض» يشبه جملة في أغنية للمغني الكندي ليونارد كوهين «المعطف الأزرق الشهير الواق من المطر Famous Blue Raincoat»، وقال كوهين في مقابلة عام 2006: «عرفت ذلك وقام شخص ما بمقاضاتهم نيابة عني لقد استأجروا متخصصًا في الموسيقى». يمكن سماع نفس اللحن في أغنية «ليتل جيني Little Jeannie» لإلتون جون  في كلمات: «دخلت حياتي من حلم سيئ – جعلت لي الحياة التي كنت عليها - فجأة لامعة وجديدة».

## طاقم العزف والتسجيل
- ليو ساير: غناء
- جيمس نيوتن هوارد: سينثتايزر
- بوبي كيز: ساكسفون
- مايكل أومارتيان: بيانو كهربائي
- دين باركس: جيتار كهربائي
- جيف بوركارو: طبول
- ويلي ويكس: جيتار باس[9]

## الأغنية على القوائم حول العالم
احتلت الأغنية المركز الأول في: كندا – أيرلندا – المملكة المتحدة – الولايات المتحدة على قوائم (هوت بيلبورد – ادالت كونتيمبوراري – كاش بوكس).
احتلت المركز الثاني في: كندا – جنوب أفريقيا.
احتلت المركز الرابع في: نيوزيلندا.

ظهرت على قوائم أفضل أغاني عام 1977 في: أستراليا – كندا – نيوزيلندا – المملكة المتحدة – الولايات المتحدة.

## نسخة خوليو إيجليسياس
حقق المغني الإسباني أحد أفضل عروضه لهذه الأغنية عام 1994.

## نسخة سيلين ديون
صدرت نسخة سيلين ديون في عام 1998 في البرازيل فقط، كأغنية منفردة وأيضاً ضمن ألبوم «دعنا نتحدث عن الحب».
بدأت ديون في يونيو 1997، في تسجيل ألبومها الإنجليزي التالي. أرادت ديون ومديرها وزوجها رينيه أنجيليل تضمين القليل من نسخ لأغاني قديمة ناجحة، وجاء ديفيد فوستر بفكرة تسجيل أغنية ليو ساير «عندما احتاجك». بعد سلسلة من الأغاني الفردية الناجحة مثل «قلبي سوف يستمر My Heart Will Go On» قررت شركة سوني إصدار «عندما احتاجك» كأغنية ترويجية في البرازيل، ولكن مع عدم وجود فيديو للأغنية وعدم الدعاية الكافية لم تنجح «عندما احتاجك» مثل أغاني ديون السابقة، وكان استقبال النقاد للأغنية سيئ.

## نسخة كليف ريتشارد

أصدر كليف ريتشارد في 29 أكتوبر 2007، نسخته من «عندما أحتاجك»، ووصلت إلى المركز 38 على قائمة أفضل الأغاني الفردية في المملكة المتحدة، وهي أحد التسجيلات الخمسة الجديدة التي ظهرت في ألبومه «الحب.. الألبوم».

## كلمات الأغنية
عندما أحتاجك When I need you
أغلق عيني فقط، وأصبح معك I just close my eyes and I'm with you
وكل ما أريد أن أعطيك إياه And all that I so want to give you
إنها مجرد نبضة قلب It's only a heartbeat away
عندما أحتاج الحب When I need love
أمد يدي والمس الحب I hold out my hands and I touch love

لم أكن أعلم أن هناك الكثير من الحب I never knew there was so much love
يبقيني دافئ ليلا ونهارا Keeping me warm night and day
أميال وأميال من المسافات الفارغة بيننا Miles and miles of empty space in between us
لا يمكن للهاتف أن يحل محل ابتسامتك A telephone can't take the place of your smile
لكنكِ تعلم أنني لن أظل مسافراً إلى الأبد But you know I won't be traveling forever
الجو بارد، لكن انتظر وافعل ما أفعل It's cold out, but hold out and do like I do
عندما أحتاجك When I need you
أغلق عيني فقط، وأصبح معك I just close my eyes and I'm with you
وكل ما أريد أن أعطيك إياه يا حبيبي And all that I so want to give you, babe
إنها مجرد نبضة قلب It's only a heartbeat away
ليس الأمر سهلاً عندما يكون الطريق هو سائقك It's not easy when the road is your driver
عزيزتي، هذا عبء ثقيل نتحمله Honey, that's a heavy load that we bear
لكنك تعلم أنني لن أظل مسافراً مدى الحياة But you know I won't be traveling a lifetime
الجو بارد، لكن انتظر وافعل ما أفعل It's cold out, but hold out and do like I do
أوه، أحتاجك Oh, I need you
عندما أحتاج الحب When I need love
عندما أحتاجك When I need you
أغلق عيني فقط I just close my eyes
وتصبحي هنا بجانبي And you’re right here by my side
يبقيني دافئ ليلا ونهارا Keeping me warm night and day
أنا فقط أمد يدي I just hold out my hand
فقط امد يدي Just hold out my hand
وانا معك حبيبي And I’m with you darling
نعم انا معك حبيبي Yes I’m with you darling
كل ما أريد أن أعطيه لك All I want to give you
إنها مجرد نبضة قلب Is only a heartbeat away

## وصلات خارجية
https://www.youtube.com/watch?v=CezRRt78EYQ عندما أحتاجك (أغنية)
https://www.youtube.com/watch?v=K21Hxablz_Y عندما أحتاجك (أغنية)
https://www.youtube.com/watch?v=79kSLfZMx3A عندما أحتاجك (أغنية)
https://www.youtube.com/watch?v=BXS7EDj4gfo عندما أحتاجك (أغنية)
https://www.songfacts.com/facts/leo-sayer/when-i-need-you عندما أحتاجك (أغنية) 